# Trimmatostroma salicis
Trimmatostroma salicis är en svampart som beskrevs av Corda 1837. Trimmatostroma salicis ingår i släktet Trimmatostroma, ordningen disksvampar, klassen Leotiomycetes, divisionen sporsäcksvampar och riket svampar.   Inga underarter finns listade i Catalogue of Life.